# Pierre à cupules de Veigy
La pierre à cupules de Veigy est une roche ornée de cupules située à Messery, en Haute-Savoie, en France.

## Localisation
La pierre à cupules de Veigy est située dans le département français de la Haute-Savoie, sur la commune de Messery, qui borde le lac Léman, non loin de la frontière avec le canton de Genève.

## Protection
L'édifice est classé au titre des monuments historiques en 1931.